# Margarita Alekszejevna Csernomirgyina
Margarita Alekszejevna Csernomirgyina (Moszkva, 1996. március 6. –) orosz női válogatott labdarúgó. A CSZKA Moszkva középpályása.

## Pályafutása
15 évesen került a Csertanovo akadémiájára, ahol hamar beküzdötte magát az első csapatba és egy év múlva már 15 gól szerepelt a neve mellett. A 2015-ös bajnoki idényben léphetett pályára első alkalommal a Szuperligában. Egy esztendővel később nyolc góljával társgólkirálynői címet szerzett csapattársával Nagyezsda Karpovával.
2019. február 7-én jelentette be távozását a CSZKA Moszkva együtteséhez.

### A válogatottban
2014 augusztusában egy világbajnoki selejtező mérkőzésen mutatkozhatott be Szlovákia ellen az orosz nemzeti tizenegyben.
Ezüstérmet szerzett hazája színeiben a 2015-ös Universiadén és bronzéremmel tért haza a 2017-es egyetemi eseményről.
A 2017-es Európa-bajnokságon Oroszország mindhárom csoportmérkőzésén pályára lépett.

## Sikerei

### Klubcsapatokban
Orosz bajnok (1):
- CSZKA Moszkva (2): 2019, 2020

### A válogatottban
Oroszország
- Universiade ezüstérmes (1): 2015
- Universiade bronzérmes (1): 2017

### Egyéni
Orosz gólkirálynő (1): 2016 – (8 gól)

## Statisztikái

### Klubcsapatokban
2021. november 13-al bezárólag
| Klub               | Szezon           | Bajnokság | Bajnokság | Kupa  | Kupa | Nemzetközi | Nemzetközi | Össz. | Össz. |
| Klub               | Szezon           | Mérk.     | Gól       | Mérk. | Gól  | Mérk.      | Gól        | Mérk. | Gól   |
| ------------------ | ---------------- | --------- | --------- | ----- | ---- | ---------- | ---------- | ----- | ----- |
| Csertanovo Moszkva |                  |           |           |       |      |            |            |       |       |
| 2015               | 19               | 4         | 0         | 0     | 0    | 0          | 19         | 4     |       |
| 2016               | 15               | 8         | 0         | 0     | 0    | 0          | 15         | 8     |       |
| 2017               | 14               | 5         | 1         | 1     | 0    | 0          | 15         | 6     |       |
| 2018               | 14               | 2         | 3         | 3     | 0    | 0          | 17         | 5     |       |
| Összesen           | 62               | 19        | 4         | 4     | 0    | 0          | 66         | 23    |       |
| CSZKA Moszkva      |                  |           |           |       |      |            |            |       |       |
| 2019               | 17               | 3         | 4         | 2     | 0    | 0          | 21         | 6     |       |
| 2020               | 8                | 0         | 0         | 0     | 1    | 0          | 9          | 0     |       |
| 2021               | 26               | 8         | 1         | 0     | 2    | 1          | 22         | 8     |       |
| Összesen           | 51               | 11        | 5         | 2     | 3    | 1          | 59         | 14    |       |
| Karrier összesen   | Karrier összesen | 113       | 30        | 9     | 6    | 3          | 1          | 125   | 37    |

### A válogatottban
2021. április 13-al bezárólag
| Válogatott  | Szezon   | Mérk. | Gól |
| ----------- | -------- | ----- | --- |
| Oroszország |          |       |     |
| 2014        | 1        | 0     |     |
| 2015        | 3        | 0     |     |
| 2016        | 13       | 1     |     |
| 2017        | 16       | 1     |     |
| 2018        | 10       | 1     |     |
| 2019        | 6        | 1     |     |
| 2020        | 2        | 2     |     |
| 2021        | 5        | 0     |     |
| Összesen    | Összesen | 56    | 6   |

| Oroszország színeiben szerzett góljai | Oroszország színeiben szerzett góljai | Oroszország színeiben szerzett góljai         | Oroszország színeiben szerzett góljai | Oroszország színeiben szerzett góljai | Oroszország színeiben szerzett góljai | Oroszország színeiben szerzett góljai | Oroszország színeiben szerzett góljai |
| ------------------------------------- | ------------------------------------- | --------------------------------------------- | ------------------------------------- | ------------------------------------- | ------------------------------------- | ------------------------------------- | ------------------------------------- |
|                                       |                                       |                                               |                                       |                                       |                                       |                                       |                                       |
| Gól                                   | Dátum                                 | Helyszín                                      | Ellenfél                              | Találat                               | Eredmény                              | Esemény                               | Forrás                                |
| 1                                     | 2016. szeptember 20.                  | Aréna Himki, Himki                            | Horvátország                          | 2–0                                   | 5–0                                   | 2017-es Eb-selejtező                  | [ 6 ]                                 |
| 2                                     | 2017. március 6.                      | Estádio Municipal, Vila Real de Santo António | Dánia                                 | 1–1                                   | 1–6                                   | Algarve-kupa                          | [ 7 ]                                 |
| 3                                     | 2018. november 6.                     | Kolubara Stadion, Lazarevac                   | Szerbia                               | 1–0                                   | 1–0                                   | Barátságos mérkőzés                   | [ 8 ]                                 |
| 4                                     | 2019. augusztus 30.                   | Ob Jezeru Stadion, Velenje                    | Szlovénia                             | 1–0                                   | 1–0                                   | 2022-es Eb-selejtező                  | [ 9 ]                                 |
| 5                                     | 2019. október 27.                     | Szapszan Aréna, Moszkva                       | Törökország                           | 2–0                                   | 4–2                                   | 2022-es Eb-selejtező                  | [ 10 ]                                |
| 6                                     | 2019. október 27.                     | Szapszan Aréna, Moszkva                       | Törökország                           | 3–0                                   |                                       | 2022-es Eb-selejtező                  | [ 10 ]                                |